# Danh sách tập phim One Piece
One Piece là một loạt phim truyền hình anime dựa trên manga cùng tên. Tính đến năm 2025, nó có hơn 1,100 tập.

## Tổng quan loạt phim
| Mùa | Mùa | Tiêu đề mùa                                                               | Số tập | Số tập | Phát sóng gốc        | Phát sóng gốc        |
| Mùa | Mùa | Tiêu đề mùa                                                               | Số tập | Số tập | Phát sóng lần đầu    | Phát sóng lần cuối   |
| --- | --- | ------------------------------------------------------------------------- | ------ | ------ | -------------------- | -------------------- |
|     | 1   | Biển Đông                                                                 | 61     | 61     | 20 tháng 10 năm 1999 | 14 tháng 3 năm 2001  |
|     | 2   | Tiến vào Đại Hải Trình                                                    | 16     | 16     | 21 tháng 3 năm 2001  | 19 tháng 8 năm 2001  |
|     | 3   | Giới thiệu Chopper ở Đảo Mùa Đông                                         | 15     | 15     | 26 tháng 8 năm 2001  | 9 tháng 12 năm 2001  |
|     | 4   | Cập bến và cuộc chiến khốc liệt ở Alabasta                                | 38     | 38     | 16 tháng 12 năm 2001 | 27 tháng 10 năm 2002 |
|     | 5   | Những giấc mơ!, Cuộc hành trình của băng hải tặc Zenny!, Bên kia cầu vồng | 13     | 13     | 3 tháng 11 năm 2002  | 2 tháng 2 năm 2003   |
|     | 6   | Đảo Trời ~ Skypiea và Chiếc Chuông Vàng                                   | 52     | 52     | 9 tháng 2 năm 2003   | 13 tháng 6 năm 2004  |
|     | 7   | Trốn thoát! Pháo đài Hải Quân và Băng Hải Tặc Foxy                        | 33     | 33     | 20 tháng 6 năm 2004  | 27 tháng 3 năm 2005  |
|     | 8   | Water Seven                                                               | 35     | 35     | 17 tháng 4 năm 2005  | 30 tháng 4 năm 2006  |
|     | 9   | Enies Lobby                                                               | 73     | 73     | 21 tháng 5 năm 2006  | 23 tháng 12 năm 2007 |
|     | 10  | Thriller Bark                                                             | 45     | 45     | 6 tháng 1 năm 2008   | 14 tháng 12 năm 2008 |
|     | 11  | Quần đảo Sabaody                                                          | 26     | 26     | 21 tháng 12 năm 2008 | 28 tháng 6 năm 2009  |
|     | 12  | Đảo Nữ Nhi                                                                | 14     | 14     | 5 tháng 7 năm 2009   | 11 tháng 10 năm 2009 |
|     | 13  | Impel Down                                                                | 35     | 35     | 18 tháng 10 năm 2009 | 20 tháng 6 năm 2010  |
|     | 14  | Marineford                                                                | 60     | 60     | 27 tháng 6 năm 2010  | 25 tháng 9 năm 2011  |
|     | 15  | Đảo Người Cá                                                              | 62     | 62     | 2 tháng 10 năm 2011  | 23 tháng 12 năm 2012 |
|     | 16  | Punk Hazard                                                               | 50     | 50     | 6 tháng 1 năm 2013   | 12 tháng 1 năm 2014  |
|     | 17  | Dressrosa                                                                 | 118    | 118    | 19 tháng 1 năm 2014  | 19 tháng 6 năm 2016  |
|     | 18  | Zou                                                                       | 36     | 36     | 26 tháng 6 năm 2016  | 2 tháng 4 năm 2017   |
|     | 19  | Đảo Bánh Ngọt                                                             | 109    | 109    | 9 tháng 4 năm 2017   | 30 tháng 6 năm 2019  |
|     | 20  | Wano Quốc                                                                 | 197    | 197    | 7 tháng 7 năm 2019   | 17 tháng 12 năm 2023 |
|     | 21  | Egghead                                                                   | 34     | 34     | 7 tháng 1 năm 2024   | TBA                  |